# Signore delle cime
Signore delle cime (em português:  Senhor dos cumes ou, simplesmente, Senhor das montanhas) é uma canção popular italiana composta por Bepi (José) de Marzi, de Arzignano, em 1958.

## História
De Marzi, que em 1958 tinha 23 anos, escreveu esta canção em homenagem ao amigo Bepi Bertagnoli, falecido tragicamente em 1951 durante uma excursão de montanha na Alta Valle del Chiampo.
Começou por ser cantado pelo coro I Crodaioli, fundado por Bepi de Marzi, mas logo se tornou conhecido em todo o mundo e cantado em vários contextos, como, por exemplo, pela Adunata Nazionale degli Alpini.

## Letra
A simplicidade da letra e o grande impacto emocional fizeram com que esta canção passasse a fazer parte do repertório de inúmeros grupos e coros polifónicos mundiais. A simples melodia completa a letra, que une sentimento, piedade popular e devoção cristã.
O canto é feito por três estrofes:
- Na primeira, o coro fala com Deus, chamando-o Signore delle cime (Senhor dos cumes): o coro está consciente de que Deus pediu a vida do seu amigo alpinista, e deseja que ele passe por suas montanhas, antes de chegar ao Paraíso.
- Na segunda, o coro fala com Nossa Senhora, chamando-a Signora delle nevi (Senhora das neves), e pede para que ela cubra com o seu manto o amigo falecido, para que ele chegue em paz ao Paraíso, mas passando antes pelas suas amadas montanhas.
- Na terceira e última estrofe, que normalmente nunca é cantada, Bepi de Marzi pede a Deus para que Ele deixe cair do Céu uma estrela alpina, como se fosse neve, em memória do seu amigo falecido.